# Lonchura spectabilis
Lonchura spectabilis là một loài chim trong họ Estrildidae.